# Claudia Felicita d'Austria
Claudia Felicita d'Austria (Innsbruck, 30 maggio 1653 – Vienna, 8 aprile 1676) era l'unica figlia di Ferdinando Carlo d'Austria, governatore del Tirolo, e di Anna de' Medici ad aver raggiunto l'età adulta. Sua sorella minore Maria Maddalena morì infatti a dodici anni.

## Biografia
La principessa, strettamente imparentata con i Medici di Firenze, era molto dotata musicalmente, cantava e componeva musica, attività cui non rinunciò divenuta imperatrice. Claudia Felicita era inoltre considerata un'eccellente ed appassionata cacciatrice.
Sposò a Graz il 15 ottobre 1673 Leopoldo I d'Asburgo, divenendo imperatrice del Sacro Romano Impero e regina di Boemia e Ungheria. Leopoldo era rimasto vedovo quello stesso anno di Margherita Teresa di Spagna, morta di parto nel dare alla luce l'ultima figlia. Alla nuova imperatrice venne assegnato come residenza il castello di Eggenberg. Il principe Venceslao Eusebio di Lobkowicz, primo ministro di Leopoldo I, si oppose al matrimonio, ritenendo Claudia Felicita inadatta al ruolo di consorte imperiale, e questo lo rese nemico della principessa. Dopo le nozze, Lobkowicz perse il favore imperiale, mentre Leopoldo s'allontanò sempre di più dalla sua matrigna.
Morto lo zio vescovo Sigismondo Francesco d'Austria, acquisì il rango, nel 1665, in quanto ultima della stirpe, di contessa del Tirolo insieme al marito Leopoldo I: la contea, in tal modo, perse l'antica autonomia ed entrò nei possedimenti della monarchia asburgica.
Il matrimonio fu molto felice e Claudia Felicita riuscì a gestire nel migliore dei modi l'economia della corte. Durante la sua prima gravidanza, nel 1674, venne pubblicata a Vienna una poesia che descrive la relazione intima della coppia imperiale, redatta in Rösselsprungrätsels (uno schema d'indovinello). 

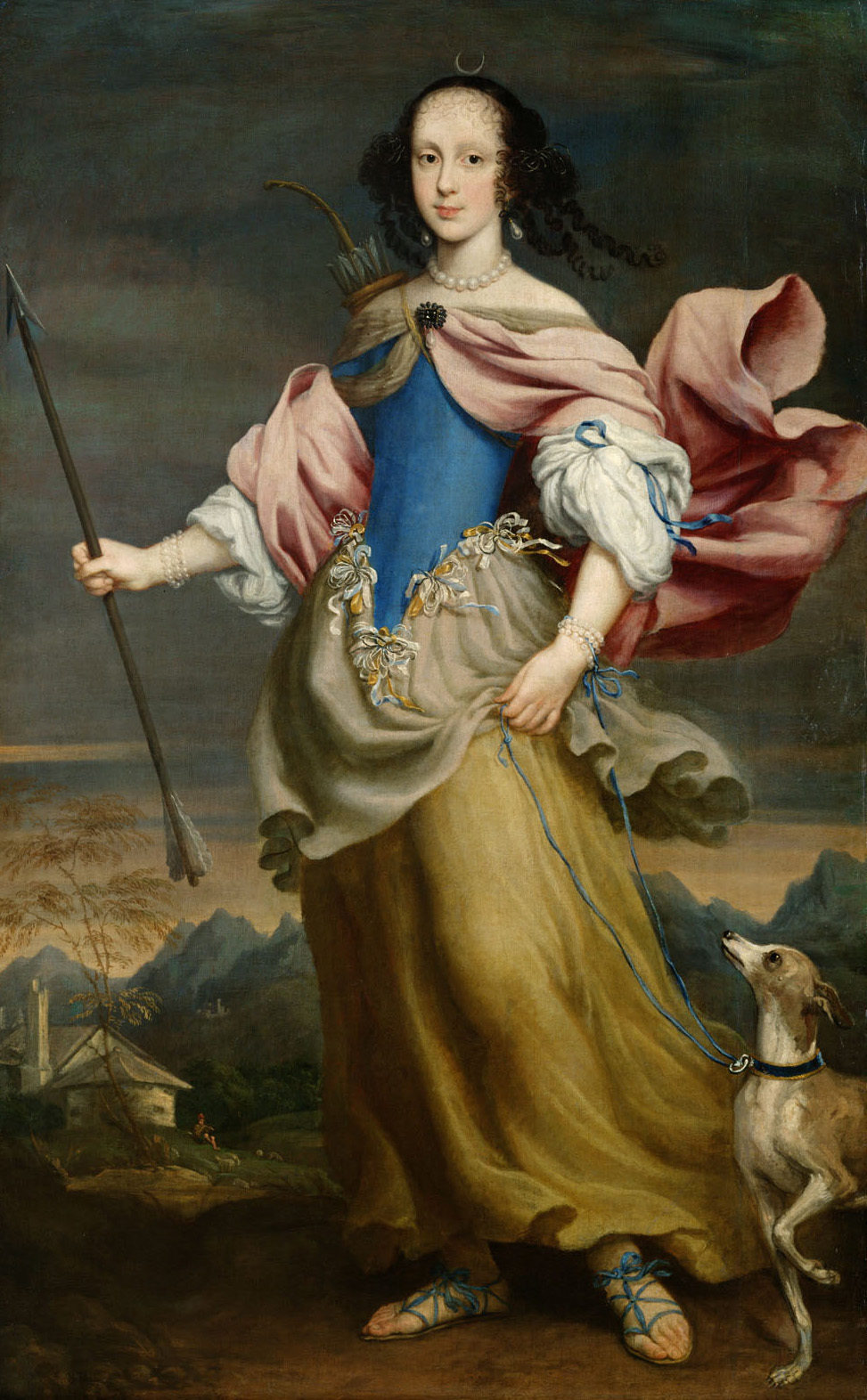
Claudia Felicita d'Austria nelle vesti di Diana, ritratta da Giovanni Maria Morandi, Kunsthistorisches Museum, Vienna

Essa costituisce probabilmente il documento più antico nel suo genere ed all'epoca fu ben accolto, tanto che Leopoldo premiò il poeta con un ducato per ogni sillaba del poema.
Nel corso di quest'epoca gli abusi del governo e dell'amministrazione giudiziaria divennero chiaramente evidenti all'imperatrice che, nel 1674, utilizzò il suo ascendente per rendere maggiormente consapevole di ciò il consorte. Questi sforzi la resero però impopolare presso i cortigiani, che ne temevano l'influenza presso il marito. Claudia riuscì a mettere al mondo due bambine. Entrambe le figlie morirono senza raggiungere l'anno di vita e le loro spoglie riposano ancora oggi nella Cripta Imperiale a Vienna.
Claudia morì l'8 aprile 1676, vittima della tubercolosi, seguita tre mesi dopo dall'ultima figlia. Fu sepolta accanto alla madre nella chiesa dei domenicani di Vienna e volle esser vestita con un saio domenicano. Con lei s'estinse la linea tirolese degli Asburgo ed i suoi beni furono ereditati dal vedovo, l'imperatore.. Il suo cuore è invece conservato in un'urna presso la Kapuzinergruft e gli intestini nella cripta ducale presso la Stephansdom.

## Discendenza
Claudia Felicita e Leopoldo ebbero due figlie:
- Anna Maria (Vienna, 11 settembre 1674 - Vienna, 21 dicembre 1674);
- Maria Giuseppa (Vienna, 11 ottobre 1675 - Vienna, 11 luglio 1676).

## Ascendenza
|                               |                                    |                                 | Genitori                          |  |  | Nonni |  |  | Bisnonni              |  |  | Trisnonni                  |  |
|                               |                                    |                                 |                                   |  |  |       |  |  | 8. Carlo II d'Austria |  |  | 16. Ferdinando I d'Asburgo |  |
|                               |                                    |                                 |                                   |  |  |       |  |  | 8. Carlo II d'Austria |  |  | 16. Ferdinando I d'Asburgo |  |
|                               |                                    | 17. Anna Jagellone              |                                   |  |  |       |  |  | 8. Carlo II d'Austria |  |  |                            |  |
| 4. Leopoldo V d'Austria       |                                    |                                 |                                   |  |  |       |  |  | 8. Carlo II d'Austria |  |  |                            |  |
|                               |                                    | 9. Maria Anna di Baviera        | 18. Alberto V di Baviera          |  |  |       |  |  |                       |  |  |                            |  |
|                               |                                    | 9. Maria Anna di Baviera        | 18. Alberto V di Baviera          |  |  |       |  |  |                       |  |  |                            |  |
|                               |                                    | 9. Maria Anna di Baviera        | 19. Anna d'Asburgo                |  |  |       |  |  |                       |  |  |                            |  |
| 2. Ferdinando Carlo d'Austria |                                    | 9. Maria Anna di Baviera        |                                   |  |  |       |  |  |                       |  |  |                            |  |
|                               |                                    | 10. Ferdinando I de' Medici     | 20. Cosimo I de' Medici           |  |  |       |  |  |                       |  |  |                            |  |
|                               |                                    | 10. Ferdinando I de' Medici     | 20. Cosimo I de' Medici           |  |  |       |  |  |                       |  |  |                            |  |
|                               |                                    | 10. Ferdinando I de' Medici     | 21. Eleonora di Toledo            |  |  |       |  |  |                       |  |  |                            |  |
| 5. Claudia de' Medici         |                                    | 10. Ferdinando I de' Medici     |                                   |  |  |       |  |  |                       |  |  |                            |  |
|                               |                                    | 11. Cristina di Lorena          | 22. Carlo III di Lorena           |  |  |       |  |  |                       |  |  |                            |  |
|                               |                                    | 11. Cristina di Lorena          | 22. Carlo III di Lorena           |  |  |       |  |  |                       |  |  |                            |  |
|                               |                                    | 11. Cristina di Lorena          | 23. Claudia di Valois             |  |  |       |  |  |                       |  |  |                            |  |
| 1. Claudia Felicita d'Austria |                                    | 11. Cristina di Lorena          |                                   |  |  |       |  |  |                       |  |  |                            |  |
|                               | 12. Ferdinando I de' Medici (= 10) | 24. Cosimo I de' Medici (= 20)  |                                   |  |  |       |  |  |                       |  |  |                            |  |
|                               | 12. Ferdinando I de' Medici (= 10) | 24. Cosimo I de' Medici (= 20)  |                                   |  |  |       |  |  |                       |  |  |                            |  |
|                               | 12. Ferdinando I de' Medici (= 10) | 25. Eleonora di Toledo (= 21)   |                                   |  |  |       |  |  |                       |  |  |                            |  |
| 6. Cosimo II de' Medici       | 12. Ferdinando I de' Medici (= 10) |                                 |                                   |  |  |       |  |  |                       |  |  |                            |  |
|                               |                                    | 13. Cristina di Lorena (= 11)   | 26. Carlo III di Lorena (= 22)    |  |  |       |  |  |                       |  |  |                            |  |
|                               |                                    | 13. Cristina di Lorena (= 11)   | 26. Carlo III di Lorena (= 22)    |  |  |       |  |  |                       |  |  |                            |  |
|                               |                                    | 13. Cristina di Lorena (= 11)   | 27. Claudia di Valois (= 23)      |  |  |       |  |  |                       |  |  |                            |  |
| 3. Anna de' Medici            |                                    | 13. Cristina di Lorena (= 11)   |                                   |  |  |       |  |  |                       |  |  |                            |  |
|                               |                                    | 14. Carlo II d'Austria (= 8)    | 28. Ferdinando I d'Asburgo (= 16) |  |  |       |  |  |                       |  |  |                            |  |
|                               |                                    | 14. Carlo II d'Austria (= 8)    | 28. Ferdinando I d'Asburgo (= 16) |  |  |       |  |  |                       |  |  |                            |  |
|                               |                                    | 14. Carlo II d'Austria (= 8)    | 29. Anna Jagellone (= 17)         |  |  |       |  |  |                       |  |  |                            |  |
| 7. Maria Maddalena d'Austria  |                                    | 14. Carlo II d'Austria (= 8)    |                                   |  |  |       |  |  |                       |  |  |                            |  |
|                               |                                    | 15. Maria Anna di Baviera (= 9) | 30. Alberto V di Baviera (= 18)   |  |  |       |  |  |                       |  |  |                            |  |
|                               |                                    | 15. Maria Anna di Baviera (= 9) | 30. Alberto V di Baviera (= 18)   |  |  |       |  |  |                       |  |  |                            |  |
|                               |                                    | 15. Maria Anna di Baviera (= 9) | 31. Anna d'Asburgo (= 19)         |  |  |       |  |  |                       |  |  |                            |  |
|                               |                                    | 15. Maria Anna di Baviera (= 9) |                                   |  |  |       |  |  |                       |  |  |                            |  |